# Sizzler
Sizzler è un album in studio di Sharda Rajan Iyengar del 1971, contenente quattro brani sperimentali, tendenti allo stile Rock Psichedelico in voga in quel periodo. 

## Tracce
1. Dil Pe Mere Jadoo
2. Jee Han, Jee Han
3. Bar Bar Mera Dil
4. Aali Oli Ayeli Ailesa